# Giải vô địch bóng đá châu Âu 1992
Giải vô địch bóng đá châu Âu 1992 được tổ chức ở Thụy Điển từ ngày 10 đến ngày 26 tháng 6 năm 1992. Đây là giải vô địch bóng đá châu Âu lần thứ 9, được tổ chức 4 năm một lần bởi UEFA. Đan Mạch vô địch giải đấu năm 1992, đội thay thế cho Nam Tư đã vượt qua vòng loại nhưng không thể tham dự do đất nước tan rã và chiến tranh xảy ra sau đó. 8 đội tuyển quốc gia thi đấu ở vòng chung kết.
Đội tuyển CIS (viết tắt của Cộng đồng các Quốc gia Độc lập), thay thế cho đội tuyển Liên Xô đã vượt qua vòng loại sau khi Liên Xô tan rã. Đây cũng là lần đầu tiên một đội tuyển Đức thống nhất tham dự một giải đấu bóng đá chính thức.

## Lựa chọn chủ nhà
Vào ngày 16 tháng 12 năm 1988, Ủy ban điều hành UEFA quyết định Thụy Điển là quốc gia thay thế cho Tây Ban Nha để tổ chức sự kiện này, do Tây Ban Nha bận tổ chức EXPO 1992 ở Seville và Thế vận hội Mùa hè 1992 ở Barcelona.

## Các sân vận động
| GöteborgStockholmMalmöNorrköping | Göteborg           | Stockholm            |
| -------------------------------- | ------------------ | -------------------- |
| GöteborgStockholmMalmöNorrköping | Ullevi             | Sân vận động Råsunda |
| GöteborgStockholmMalmöNorrköping | Sức chứa: 44.000   | Sức chứa: 40.000     |
| GöteborgStockholmMalmöNorrköping |                    |                      |
| GöteborgStockholmMalmöNorrköping | Malmö              | Norrköping           |
| GöteborgStockholmMalmöNorrköping | Sân vận động Malmö | Idrottsparken        |
| GöteborgStockholmMalmöNorrköping | Sức chứa: 30.000   | Sức chứa: 23.000     |
| GöteborgStockholmMalmöNorrköping |                    |                      |

## Các đội tham dự

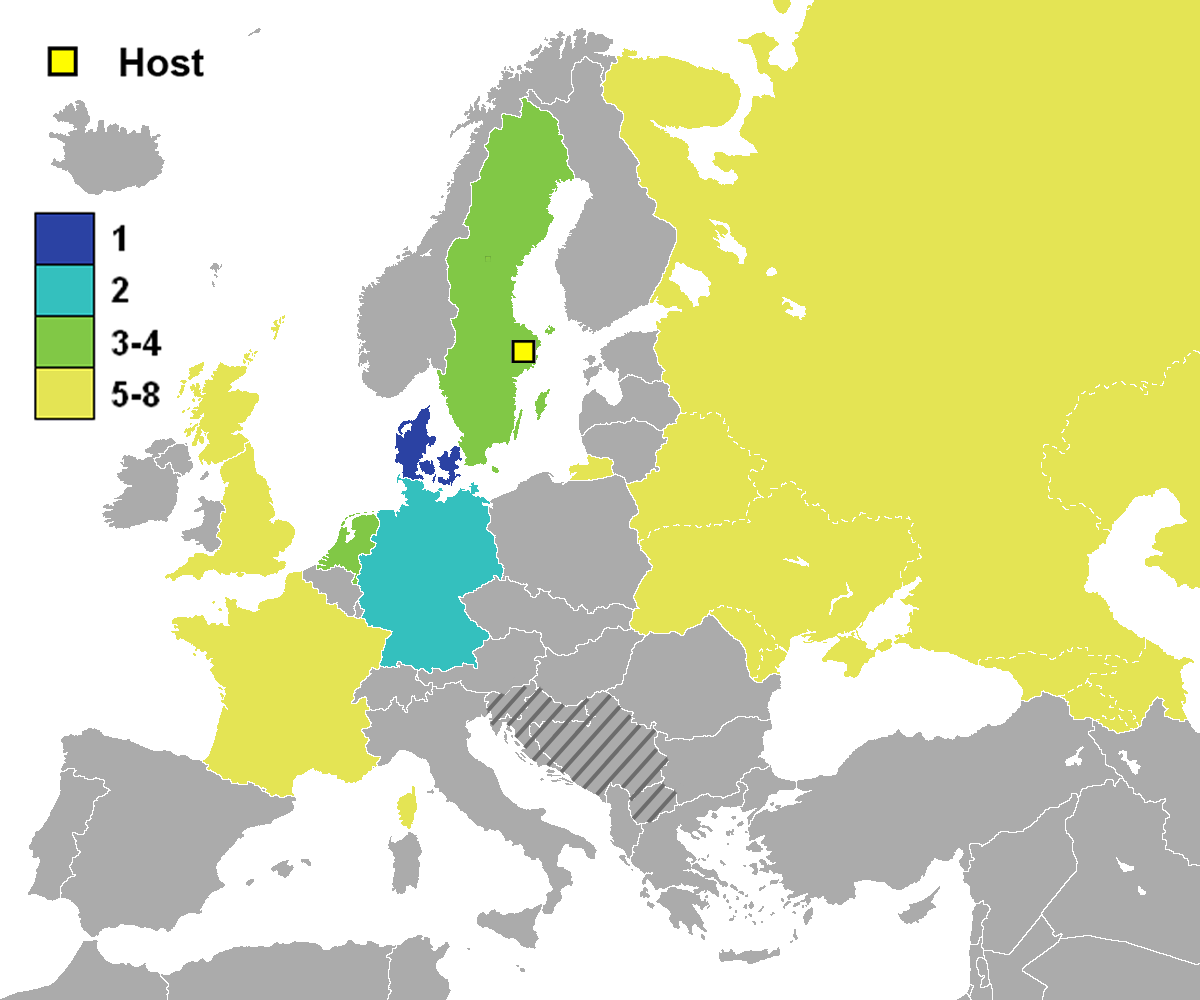
Các quốc gia lọt vào vòng chung kết Euro 1992

Các quốc gia tham dự vòng chung kết lần này gồm:
| Đội tuyển                  | Ngày vượt qua vòng loại | Tư cách vượt qua vòng loại | Các lần tham dự trước            |
| -------------------------- | ----------------------- | -------------------------- | -------------------------------- |
| Anh                        | 13 tháng 11, 1991       | Nhất bảng 7                | 3 (1968, 1980, 1988)             |
| Đức                        | 20 tháng 11, 1991       | Nhất bảng 5                | 5 (1972, 1976, 1980, 1984, 1988) |
| Hà Lan                     | 4 tháng 12, 1991        | Nhất bảng 6                | 3 (1976, 1980, 1988)             |
| Scotland                   | 13 tháng 11, 1991       | Nhất bảng 2                | Lần đầu                          |
| Pháp                       | 12 tháng 10, 1991       | Nhất bảng 1                | 2 (1960, 1984)                   |
| SNG (thay thế Liên Xô)     | 13 tháng 11, 1991       | Nhất bảng 3                | 5 (1960, 1964, 1968, 1972, 1988) |
| Đan Mạch (thay thế Nam Tư) | 31 tháng 5, 1992        | Nhì bảng 4                 | 3 (1964, 1984, 1988)             |
| Thụy Điển                  | 16 tháng 12, 1988       | Chủ nhà                    | Lần đầu                          |

## Các trọng tài
| Áo - Hubert Forstinger Bỉ - Guy Goethals CIS - Alexey Spirin Đan Mạch - Peter Mikkelsen Pháp - Gérard Biguet Đức - Aron Schmidhuber Hungary - Sándor Puhl | Ý - Tullio Lanese - Pierluigi Pairetto Hà Lan - John Blankenstein Bồ Đào Nha - José Rosa dos Santos Tây Ban Nha - Emilio Soriano Aladren Thụy Điển - Bo Karlsson Thụy Sĩ - Bruno Galler - Kurt Röthlisberger |

## Vòng chung kết

### Vòng bảng
|  | Đội giành quyền vào vòng trong. |

#### Bảng 1
| Đội       | Pld | W | D | L | GF | GA | GD | Pts |
| --------- | --- | - | - | - | -- | -- | -- | --- |
| Thụy Điển | 3   | 2 | 1 | 0 | 4  | 2  | +2 | 5   |
| Đan Mạch  | 3   | 1 | 1 | 1 | 2  | 2  | 0  | 3   |
| Pháp      | 3   | 0 | 2 | 1 | 2  | 3  | –1 | 2   |
| Anh       | 3   | 0 | 2 | 1 | 1  | 2  | –1 | 2   |

| 10 tháng 6 năm 1992 |     |          |
| Thụy Điển           | 1–1 | Pháp     |
| 11 tháng 6 năm 1992 |     |          |
| Đan Mạch            | 0–0 | Anh      |
| 14 tháng 6 năm 1992 |     |          |
| Pháp                | 0–0 | Anh      |
| Thụy Điển           | 1–0 | Đan Mạch |
| 17 tháng 6 năm 1992 |     |          |
| Thụy Điển           | 2–1 | Anh      |
| Pháp                | 1–2 | Đan Mạch |

#### Bảng 2
| Đội      | Pld | W | D | L | GF | GA | GD | Pts |
| -------- | --- | - | - | - | -- | -- | -- | --- |
| Hà Lan   | 3   | 2 | 1 | 0 | 4  | 1  | +3 | 5   |
| Đức      | 3   | 1 | 1 | 1 | 4  | 4  | 0  | 3   |
| Scotland | 3   | 1 | 0 | 2 | 3  | 3  | 0  | 2   |
| SNG      | 3   | 0 | 2 | 1 | 1  | 4  | –3 | 2   |

| 12 tháng 6 năm 1992 |     |          |
| Hà Lan              | 1–0 | Scotland |
| SNG                 | 1–1 | Đức      |
| 15 tháng 6 năm 1992 |     |          |
| Scotland            | 0–2 | Đức      |
| Hà Lan              | 0–0 | SNG      |
| 18 tháng 6 năm 1992 |     |          |
| Hà Lan              | 3–1 | Đức      |
| Scotland            | 3–0 | SNG      |

### Vòng đấu loại trực tiếp
|  | Bán kết               | Bán kết  |   |  | Chung kết             | Chung kết |  |
|  |                       |          |   |  |                       |           |  |
|  | 21 tháng 6 – Solna    |          |   |  |                       |           |  |
|  | Thụy Điển             | 2        |   |  |                       |           |  |
|  | Đức                   | 3        |   |  |                       |           |  |
|  |                       |          |   |  |                       |           |  |
|  |                       |          |   |  | 26 tháng 6 – Göteborg |           |  |
|  |                       |          |   |  | Đức                   | 0         |  |
|  |                       | Đan Mạch | 2 |  |                       |           |  |
|  |                       |          |   |  |                       |           |  |
|  |                       |          |   |  |                       |           |  |
|  |                       |          |   |  |                       |           |  |
|  | 22 tháng 6 – Göteborg |          |   |  |                       |           |  |
|  | Hà Lan                | 2 (4)    |   |  |                       |           |  |
|  | Đan Mạch (pen.)       | 2 (5)    |   |  |                       |           |  |

#### Bán kết
| Thụy Điển                             | 2–3      | Đức                          |
| ------------------------------------- | -------- | ---------------------------- |
| Brolin 64' (ph.đ.) · K. Andersson 89' | Chi tiết | Häßler 11' · Riedle 59', 88' |

| Hà Lan                                               | 2–2 (s.h.p.) | Đan Mạch                                          |
| ---------------------------------------------------- | ------------ | ------------------------------------------------- |
| Bergkamp 23' · Rijkaard 86'                          | Chi tiết     | Larsen 5', 33'                                    |
| Loạt sút luân lưu                                    |              |                                                   |
| Koeman · Van Basten · Bergkamp · Rijkaard · Witschge | 4–5          | Larsen · Povlsen · Elstrup · Vilfort · Christofte |

#### Chung kết
| Đan Mạch                 | 2–0      | Đức |
| ------------------------ | -------- | --- |
| Jensen 18' · Vilfort 78' | Chi tiết |     |

## Cầu thủ ghi bàn
| 3 bàn - Henrik Larsen - Karl-Heinz Riedle - Dennis Bergkamp - Tomas Brolin 2 bàn - Jean-Pierre Papin - Thomas Häßler - Frank Rijkaard - Jan Eriksson | 1 bàn - Igor Dobrovolski - John Jensen - Lars Elstrup - Kim Vilfort - David Platt - Stefan Effenberg - Jürgen Klinsmann - Rob Witschge - Paul McStay - Brian McClair - Gary McAllister - Kennet Andersson |

## Đội hình tiêu biểuLưu trữngày 22 tháng 1 năm 2009 tạiWayback Machine
| Thủ môn          | Hậu vệ                                                     | Tiền vệ                      | Tiền đạo                                                     |
| ---------------- | ---------------------------------------------------------- | ---------------------------- | ------------------------------------------------------------ |
| Peter Schmeichel | Jocelyn Angloma Laurent Blanc Jürgen Kohler Andreas Brehme | Ruud Gullit Stefan Effenberg | Thomas Häßler Brian Laudrup Dennis Bergkamp Marco van Basten |

## Bảng xếp hạng giải đấu
| R                   | Đội       | G | Pld | W | D | L | GF | GA | GD | Pts |
| ------------------- | --------- | - | --- | - | - | - | -- | -- | -- | --- |
| 1                   | Đan Mạch  | 1 | 5   | 2 | 2 | 1 | 6  | 4  | +2 | 6   |
| 2                   | Đức       | 2 | 5   | 2 | 1 | 2 | 7  | 8  | −1 | 5   |
| Bị loại ở bán kết   |           |   |     |   |   |   |    |    |    |     |
| 3                   | Hà Lan    | 2 | 4   | 2 | 2 | 0 | 6  | 3  | +3 | 6   |
| 4                   | Thụy Điển | 1 | 4   | 2 | 1 | 1 | 6  | 5  | +1 | 5   |
| Bị loại ở vòng bảng |           |   |     |   |   |   |    |    |    |     |
| 5                   | Scotland  | 2 | 3   | 1 | 0 | 2 | 3  | 3  | 0  | 2   |
| 6                   | Pháp      | 1 | 3   | 0 | 2 | 1 | 2  | 3  | −1 | 2   |
| 7                   | Anh       | 1 | 3   | 0 | 2 | 1 | 1  | 2  | −1 | 2   |
| 8                   | SNG       | 2 | 3   | 0 | 2 | 1 | 1  | 4  | −3 | 2   |